# Kristina Groves
Pour les articles homonymes, voir Groves.
 (24 octobre 2018).
Le contenu est difficilement compréhensible vu les erreurs de traduction, qui sont peut-être dues à l'utilisation d'un logiciel de traduction automatique.

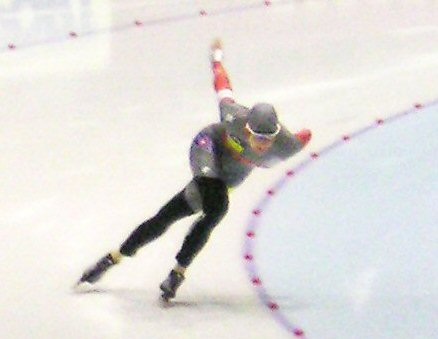
Kristina Groves (2006).

Kristina Groves, née le 4 décembre 1976 à Ottawa, est une patineuse de vitesse canadienne.
Elle s'est placée 8e de l'épreuve du 3 000 m femmes en patinage de vitesse aux Jeux olympiques de 2006. Elle faisait partie de l'équipe pour l'épreuve Poursuite par équipe F qui a gagné la médaille d'argent.
Elle est l'un des patineurs les plus décorés du Canada au World Single Distances Championships avec 13 médailles à son actif. [1] Elle a remporté quatre médailles olympiques : deux médailles d'argent aux Jeux olympiques d'hiver 2006 à Turin, dans le 1 500 m et poursuite par équipe ; la médaille d'argent en patinage de vitesse des Dames 1 500 m et la médaille de bronze chez les dames de patinage de vitesse de 3 000 m aux Jeux olympiques d'hiver 2010 à Vancouver.
En 12 décembre 2009, elle est au 4e rang dans l'Adelskalender féminin, ses coéquipères Cindy Klassen et Christine Nesbitt étant respectivement classées première et septième.

## Carrière
Kristina Groves fait ses débuts olympiques à Salt Lake City pour les Jeux olympiques d'hiver 2002 qui se sont tenus aux États-Unis. Elle a terminé 20e au 1 500 m, 8e au 3 000 m et 10e au 5 000 m.
Quatre ans plus tard, lors des Jeux olympiques d'hiver de 2006 à Turin, en Italie, Groves participe à cinq épreuves (1 500 m, 3 000 m, 5 000 m, poursuite par équipe, 1 000 m). Elle termine 5e au 1 000 m, 2e au 1 500 m, 8e au 3 000 m, 6e au 5 000 m et 2e de la poursuite par équipes avec l'équipe canadienne.
Elle est en 2008 championne du monde Distance unique sur le 3 000 m. Elle remporte une médaille dans chaque épreuve qu'elle a patiné lors de ces championnats, avec deux médailles supplémentaires d'argent et deux de bronze.
Au cours de la coupe du monde 2008-2009, Kristina Groves remporte 12 médailles dont quatre d'or. Lors des Championnats du monde 2009 par distances individuelles, qui ont lieu au nouvel Anneau olympique de Richmond, près de Vancouver au Canada, sa carrière prend un tour incroyable lorsque Groves devient la plus décorée en patinage sportif de vitesse lors de cet événement, surpassant le célèbre Jeremy Wotherspoon avec 13 médailles, contre 10 pour lui. Elle gagne aussi de la Coupe du monde pour une deuxième année lors du 1 500 m.
Au cours de la Coupe du Monde Calgary Essent ISU, tenue à l'Anneau olympique, Groves signe un record du monde le 6 décembre 2009 en poursuite par équipe avec ses coéquipières Christine Nesbitt et Brittany Schussler, avec un temps de 2 minutes 55,79 secondes.
Kristina Groves se qualifie pour 5 épreuves pour les Jeux olympiques d'hiver 2010 à Vancouver et a participe au 1 000 m, 1 500 m, 3 000 m, 5 000 m et poursuite par équipe, plus que tous les autres athlètes de l'équipe canadienne de patinage de vitesse de l'équipe. Durant sa première épreuve, le 3 000 mètres, elle remporte une médaille de bronze. Le 18 février, elle a termine quatrième au 1 000 m, 0.06 secondes derrière la médaillée de bronze. Sa coéquipière Christine Nesbitt remporte la médaille d'or. Le 21 février, elle gagne une médaille d'argent au 1 500 m. Elle est devenue le 11e Canadien à remporter au moins quatre médailles aux Jeux olympiques (été ou hiver).

## Vie personnelle
Groves s'est spécialisée en kinésiologie et est diplômée de l'Université de Calgary en 2004. Dans les premières années, elle est allée à Fielding Drive Public School et l'école secondaire Brookfield à Ottawa.

## Palmarès
- Jeux olympiques
  -  Médaille d'argent sur 1 500 m en 2006 aux Jeux olympiques d'hiver de 2006 à Turin
  -  Médaille d'argent en poursuite par équipe en 2006 aux Jeux olympiques d'hiver de 2006 à Turin
  -  Médaille de bronze sur 3 000 m en 2010 aux Jeux olympiques d'hiver de 2010 à Vancouver
  -  Médaille d'argent sur 1 500 m en 2010 aux Jeux olympiques d'hiver de 2010 à Vancouver